# Senta Ragonda
Santa Radegonda (en francès Sainte-Radegonde) és un municipi francès situat al departament de l'Avairon i a la regió d'Occitània.

## Demografia
| 1962                                       | 1968 | 1975 | 1982  | 1990  | 1999  |
| ------------------------------------------ | ---- | ---- | ----- | ----- | ----- |
| 489                                        | 452  | 563  | 1.027 | 1.226 | 1.355 |
| Des de 1962: població sense dobles comptes |      |      |       |       |       |

## Administració
| Període   | Identitat       | Partit |
| --------- | --------------- | ------ |
| 2001-2008 | Gérard Carrière |        |
| 2008-     | Michel Delpal   |        |